# Admir Bajrovic
Admir Bajrovic, född 6 augusti 1995, är en svensk fotbollsspelare som spelar för albanska Tirana.

## Karriär
Bajrovic började spela fotboll i IFK Trollhättan som sexåring. Han debuterade i a-laget den 3 juni 2010 mot IF Väster. Den 18 september 2010 gjorde Bajrovic sitt första mål i en match mot Åsebro IF. Under säsongen 2011 blev han klubbens bäste målskytt med sju mål.
I april 2012 skrev han på ett treårskontrakt med nederländska NEC Nijmegen. Säsongen 2012/2013 spelade han för reservlaget Jong NEC/FC Oss. I april 2014 skadade han korsbandet. Efter rehabilitering återvände han i november 2014 till a-laget. Bajrovic debuterade den 17 december 2014 i en KNVB Cup-match mot AZ Alkmaar, där han byttes in mot Sjoerd Ars. Den 16 januari 2015 debuterade Bajrovic i Eerste Divisie mot FC Eindhoven, där han byttes in mot Tom Daemen i 63:e minuten.
I januari 2015 värvades Bajrovic av Ljungskile SK, som han skrev på ett treårskontrakt med. Bajrovic gjorde sin debut i Superettan den 7 april 2015 i en 2–1-förlust mot IFK Värnamo, där han byttes in i den 91:a minuten mot Gabriel Altemark Vanneryr. Han gjorde sitt första ligamål den 28 april 2015 i en 2–0-vinst över Mjällby AIF. I augusti 2015 lånades Bajrovic ut till norska Follo FK.
I november 2016 skrev Bajrovic på ett tvåårskontrakt med Superettan-klubben Östers IF. I juli 2018 värvades han av Gefle IF. I januari 2019 gick Bajrovic till grekiska Panetolikos. I augusti 2020 värvades han av rumänska Sepsi Sfântu Gheorghe.
I juni 2021 värvades Bajrovic av grekiska Chania. Efter att gjort 17 mål på 29 ligamatcher för Chania värvades han i juni 2022 av thailändska Sukhothai. I januari 2023 återvände Bajrovic till Grekland och skrev på ett 1,5-årskontrakt med Panserraikos. I januari 2024 värvades han av Levadiakos.
Den 2 juli 2024 värvades Bajrovic av albanska Tirana.